# Kate Lister
Kathryn Louise "Kate" Lister, född 18 oktober 1981 i Ulverston i Cumbria, är en brittisk historiker, författare, journalist och bloggare. Hon ägnar sig i första hand åt kvinnors rättigheter, sexualitetens historia och sexuellt beteende. Bland hennes böcker finns A Curious History of Sex och Harlots, Whores & Hackabouts. Hennes specialiserade Twitter-konto "Whores of Yore" ('Horor från förr'), med fokus på sexbranschens historia, hade 2025 drygt 600 000 följare.

## Biografi
Lister föddes i Ulverston i norra England och studerade under uppväxten på de lokala Victoria High School och på Victoria Sixth Form College. Hon läste mellan 2000 och 2006 engelsk litteratur på Leeds Trinity University och University of Leeds, där hon 2013 presenterade sin doktorsavhandling Equal at the Round Table med undertiteln "Women Authors and the Early Nineteenth-Century Arthurian Revival". Därefter verkade Lister som anställd föreläsare på Centre for Victorian Studies vid Leeds Trinity University, innan hon 2017 övergick till en verksamhet som frilansande skribent och föreläsare.
2016 etablerade Lister ett blogg- och forskningsbaserat internetforum vid namn Whores of Yore. Det har varit kopplat till ett specialiserat konto på Twitter/X, som 2021 hade drygt 360 000 följare (2025 drygt 600 000 följare). Hon har sedan dess i sitt skrivande och publicerande fokuserat på sexualitetens – och i synnerhet sexarbetets – historia. Hennes bok A Curious History of Sex från 2020 följdes året efter av Whores & Hackabouts: A History of Sex for Sale.
Vid sidan av sin blogg skriver Lister återkommande för dagstidningen The i Paper, och hon har ett antal gånger synts i brittisk radio och TV. Lister stödjer välgörenhet till förmån för sexarbetare i Leeds. För sin blogg vann hon 2017 en Sexual Freedom Award som Publicist of the Year.
Lister har sedan 2022 fungerat som värd för den History Hit-producerade podden Betwixt the Sheets: The History of Sex, Scandal, and Society. Podden nominerades 2023 till Best New Podcast vid den årliga Audio and Radio Industry Awards-galan.
Kate Lister är styrelseledamot hos International Sex Work Research Hub, ett landsöverskridande forskningsnätverk i ämnet sexarbete.